# 2013 en automobile
Pour un article plus général, voir Chronologie de l'automobile.
2012 en automobile - 2013 en automobile - 2014 en automobile

## Nouveaux modèles

### Allemagne
- Mercedes-Benz présente sa nouvelle Mercedes-Benz CLA, la version coupé de la Mercedes-Benz Classe A
- Porsche vend la Porsche 918 Spyder en version hybride[1].
- Audi A3 Sportback est la déclinaison familiale de la nouvelle Audi A3

### Espagne
- Sortie de la nouvelle Seat Leon

### France
- Renault dévoile le nouveau Captur[2].
- Peugeot concurrence Renault avec la sortie du 2008[3].
- Citroën commercialise sa citadine en version cabriolet pour la DS3 Cabrio
- Renaissance de la citadine Peugeot 208 en version GTi.

### Italie
- Maserati profite d'un nouveau style avec la Maserati Quattroporte

### Royaume-Uni
- Nouvelle voiture sportive pour Aston Martin avec la AM 310 Vanquish

### Corée du Sud
- Kia adapte la Kia Cee'd en version pro.

### États-Unis
- Commercialisation de la nouvelle Corvette C7 Stingray[4].

### Japon
- Toyota lance la nouvelle version de la toyota Auris